# Josef Jelínek (skladatel)
Josef Jelínek (psán i Joseph Gelinek, 3. prosince 1758 Sedlec – 13. dubna 1825 Vídeň) byl český hudební skladatel, klavírista a varhaník.

## Život
Josef Jelínek se narodil v rodině mistra krejčího. V mládí navštěvoval jezuitskou kolej na Svaté Hoře u Příbrami a studoval teologii v Praze. Při studiu teologie se vzdělával i v hudbě. V Praze byl žákem mistra ve hře na varhany Josefa Segera. V roce 1786 byl vysvěcen na kněze. V Praze se pravděpodobně setkal již v roce 1787 s Mozartem. Ten jej doporučil jako učitele hudby na dvůr hraběte Filipa Kinského do Vídně. Zde se Jelínek setkal s Josefem Haydnem a Ludwigem van Beethovenem. Zároveň se stal žákem Johanna Georga Albrechtsbergera.
Později byl ve službách knížete Josefa Kinského a byl jmenován učitelem hudby na císařském dvoře. Od roku 1818 působil jako učitel klavíru v paláci knížete Esterházyho. Ve Vídni byl pro své kněžské svěcení přezdíván "Abbé Gelinek". Zkomponoval více než sto skladeb pro piano a varhany. Z toho jich bylo nejméně 25 vydáno tiskem v Paříži, ve Vídni, Berlíně, Mohuči a Hamburku. Jsou to hlavně fantazie a variace na Mozartovo téma.
Jeho pracím tleskali takoví velikáni, jako byl Haydn, Mozart a Beethoven. Skladby byly tak populární, že je jiní skladatelé publikovali pod svým jménem.[zdroj?]